# توني هيلز
توني هيلز (بالإنجليزية: Tony Hills)‏ هو لاعب كرة قدم أمريكية أمريكي، ولد في 4 نوفمبر 1984 في دالاس في الولايات المتحدة.

## وصلات خارجية
- توني هيلز على موقع مرجع كرة القدم المحترفة.كوم (الإنجليزية)